# Dnestr
Il Dnestr o in italiano anche Nistro (romeno: Nistru; ucraino: Дністер, Dnister; russo e bielorusso: Днестр, Dnestr; polacco: Dniestr; idisch: נעסטער Nester; latino: Tyras o Danastris) è un fiume che scorre nei territori di Ucraina e Moldavia; è lungo 1 370 km e ha un bacino idrografico di 80 000 km².

## Nome
In italiano il fiume è conosciuto sia con il nome russo (nonostante questo fiume non bagni la Russia) sia come Nistro, esonimo italiano derivato dalla forma rumena (Nistru), che è possibile trovare anche sulle carte geografiche.

## Caratteristiche
Nasce in Ucraina, dai monti Carpazi, vicino al confine con la Polonia e scorre verso il Mar Nero. Mentre per un breve tratto funge da confine tra l'Ucraina e la Moldavia, prosegue all'interno di quest'ultima facendo da confine interno tra la Moldavia sulla riva occidentale e la regione secessionista della Transnistria sulla riva orientale. In seguito lascia la Moldavia e ridiventa nuovamente confine internazionale con l'Ucraina.
Entrato in territorio ucraino, sfocia nel Mar Nero a sud-ovest di Odessa, formando un tipo caratteristico di estuario, detto "liman". Sulle rive sud-occidentali del liman del Dnestr, uno dei più grandi estuari dell'Ucraina, sorge la città di Bilhorod-Dnistrovs'kyj.
Il fiume è navigabile da Halici. I suoi tributari includono il Siret e lo Strij.

## Storia
Nell'antichità questo fiume era conosciuto come Tyras. Il Dnestr tra il 1918 e il 1940 fungeva da confine tra l'Unione Sovietica e la regione della Bessarabia, che allora era parte del Regno di Romania.